# Bermont
Bermont (deutsch veraltet Schönenberg) ist eine französische Gemeinde mit 373 Einwohnern (Stand: 1. Januar 2022) im Territoire de Belfort in der Region Bourgogne-Franche-Comté. Die Bewohner werden Bermontois und Bermontoises genannt.

## Geographie
Bermont liegt auf 362 m Meereshöhe, etwa sieben Kilometer südlich der Stadt Belfort (Luftlinie). Das Dorf erstreckt sich im Bereich der Burgundischen Pforte, leicht erhöht auf einem Plateau westlich der breiten Talebene der Savoureuse gegenüber von Sevenans, am Nordostfuß des Bois d’Oye.

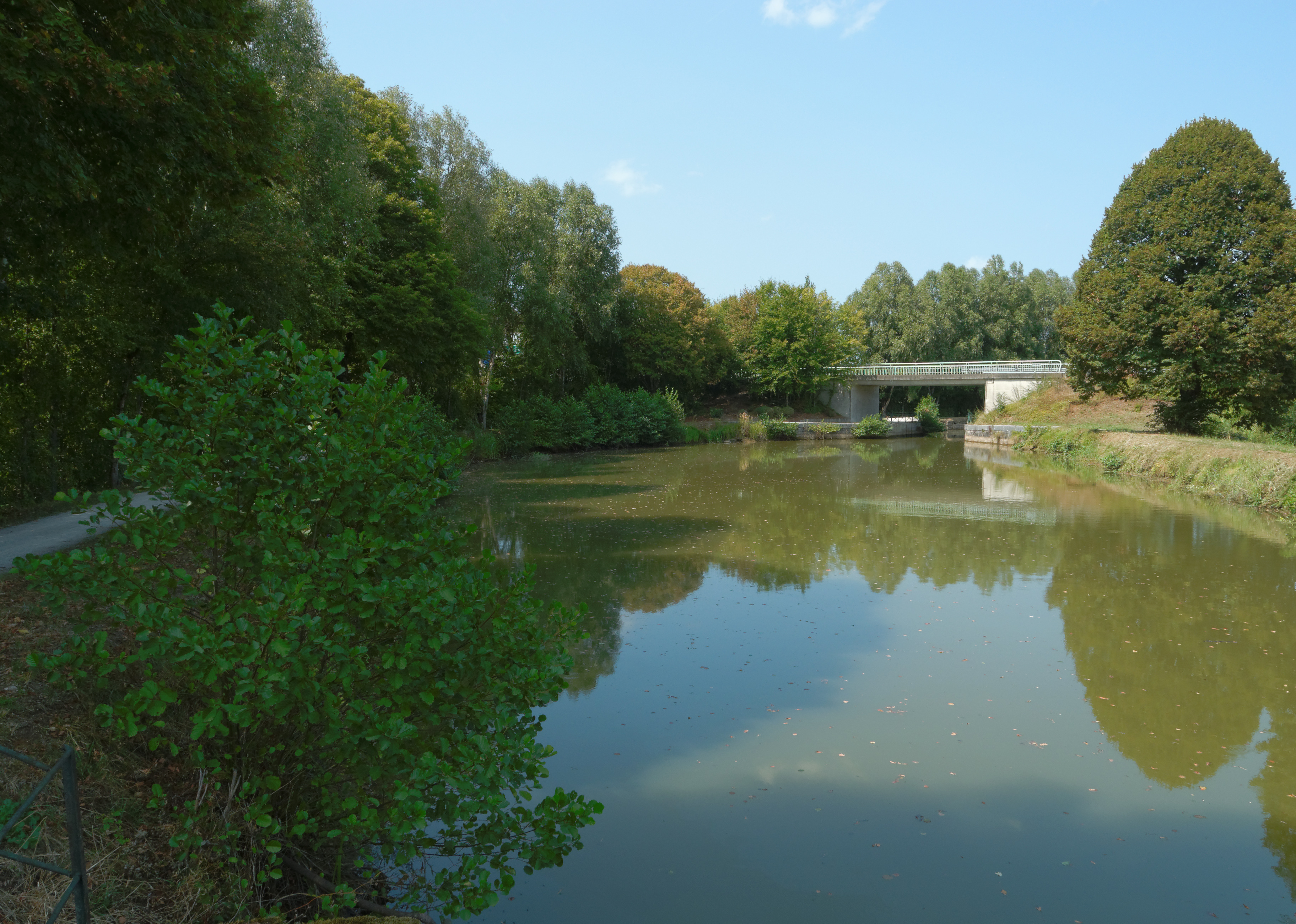
Canal de la Haute-Saône bei Bermon

Die Fläche des 2,74 km² großen Gemeindegebiets umfasst einen Abschnitt der leicht gewellten Landschaft im Bereich der Burgundischen Pforte (Trouée de Belfort). Die östliche Grenze verläuft inmitten der rund ein Kilometer breiten Talebene der Savoureuse, die nach Süden fließt und für die Entwässerung zum Allan sorgt. In der Talebene befindet sich auch die Wasserstraße des Canal de la Haute-Saône, eines Seitenastes des Rhein-Rhône-Kanals.
Von der Talebene, die durchschnittlich auf 340 m liegt, erstreckt sich das Gemeindeareal westwärts auf das Plateau von Bermont. Dieses wird im Norden von der Anhöhe des Bois des Camouchots, im Südwesten vom Bois d’Oye flankiert. Auf der Höhe des Fort du Bois d’Oye wird mit 433 m wird die höchste Erhebung von Bermont erreicht. Mit einem schmalen Zipfel reicht der Gemeindeboden weiter nach Westen in die ausgedehnte Waldung des Bois de Châtenois. Der Bereich um das Fort du Bois d'Oye gehört zu einem Militärgebiet.
Nachbargemeinden von Bermont sind Dorans und Sevenans im Norden, Trévenans im Osten, Châtenois-les-Forges im Süden sowie Brevilliers im Westen.

## Geschichte
Erstmals schriftlich erwähnt wird Bermont im Jahr 1147 unter dem Namen Bellemonte in einer Urkunde des Priorats Lanthenans. Zunächst im Einflussbereich der Herren von Montbéliard stehend, gelangte Bermont Mitte des 14. Jahrhunderts unter die Oberhoheit der Habsburger. Auf der Höhe des Bois d'Oye befand sich das Dorf Oye, das während des Dreißigjährigen Krieges 1633 von schwedischen Truppen zerstört worden war und deswegen aufgegeben wurde. Zusammen mit dem Sundgau kam Bermont mit dem Westfälischen Frieden 1648 an die französische Krone. Seit 1793 gehörte das Dorf zum Département Haut-Rhin, verblieb jedoch 1871 als Teil des Territoire de Belfort im Gegensatz zum restlichen Elsass bei Frankreich. Ab Mitte der 1870er Jahre wurde das Fort du Bois d'Oye errichtet, das zum Befestigungsring von Belfort gehört. Seit 1998 war Bermont zunächst Teil des Gemeindeverbandes Communauté d'agglomération Belfortaine, der 2017 in der Grand Belfort Communauté d’Agglomération aufging.

## Sehenswürdigkeiten
Die Kirche Saint-Laurent (St. Laurentius) steht auf einer Anhöhe über dem Tal der Savoureuse. Darin sind Teile des Chors und der polygonalen Apsis der romanischen Kirche aus dem 13. Jahrhundert erhalten. Die Kirche ist seit 1997 als Monument historique eingeschrieben. Von 1841 stammt die Kapelle Notre-Dame du Chêne. Zu den weiteren Sehenswürdigkeiten zählen Häuser aus der Renaissancezeit sowie die Brücke des Canal de la Haute-Saône über die Savoureuse.
Siehe auch: Liste der Monuments historiques in Bermont

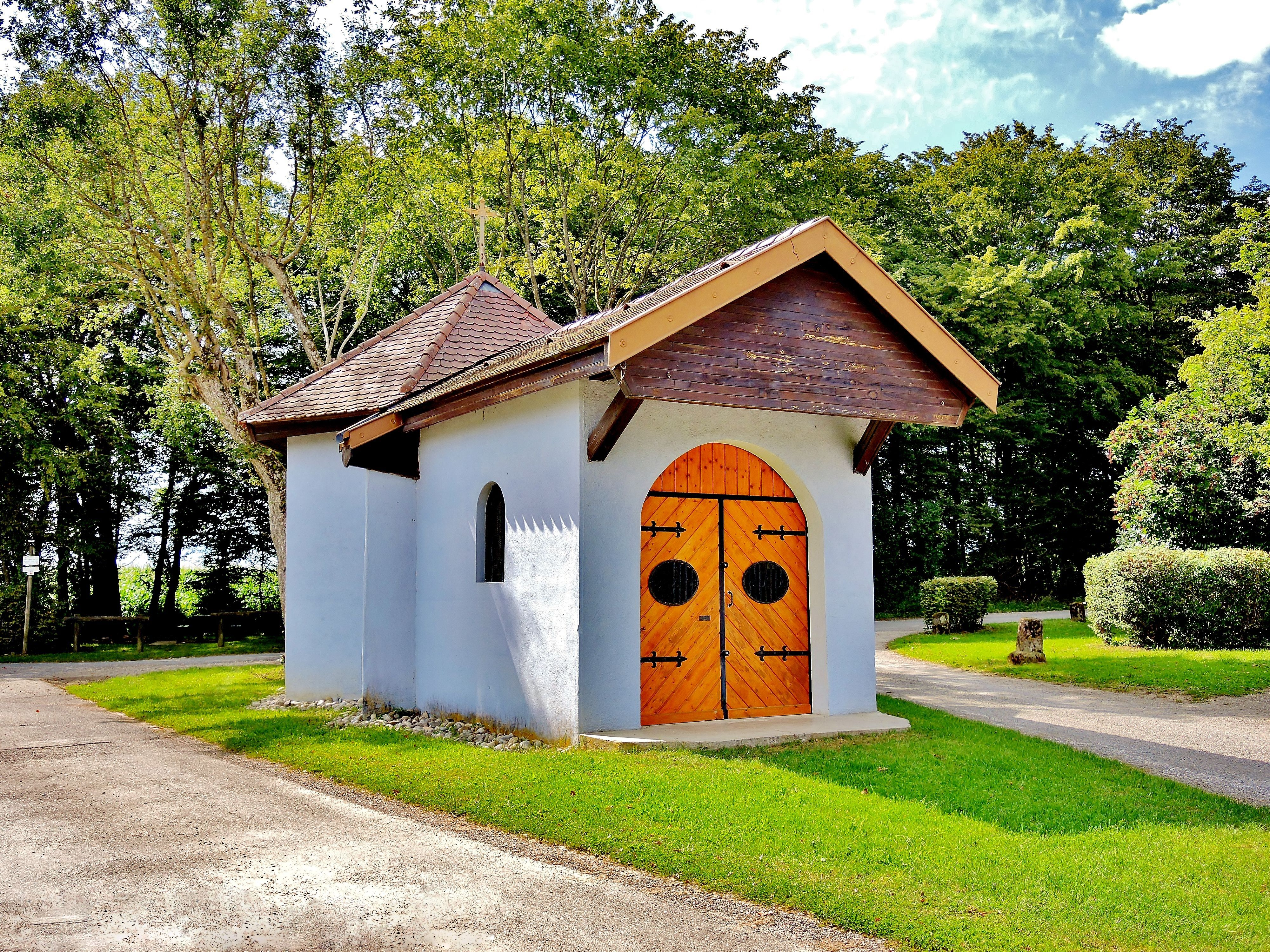
Kapelle Notre-Dame du Chêne

Kirche Saint-Laurent
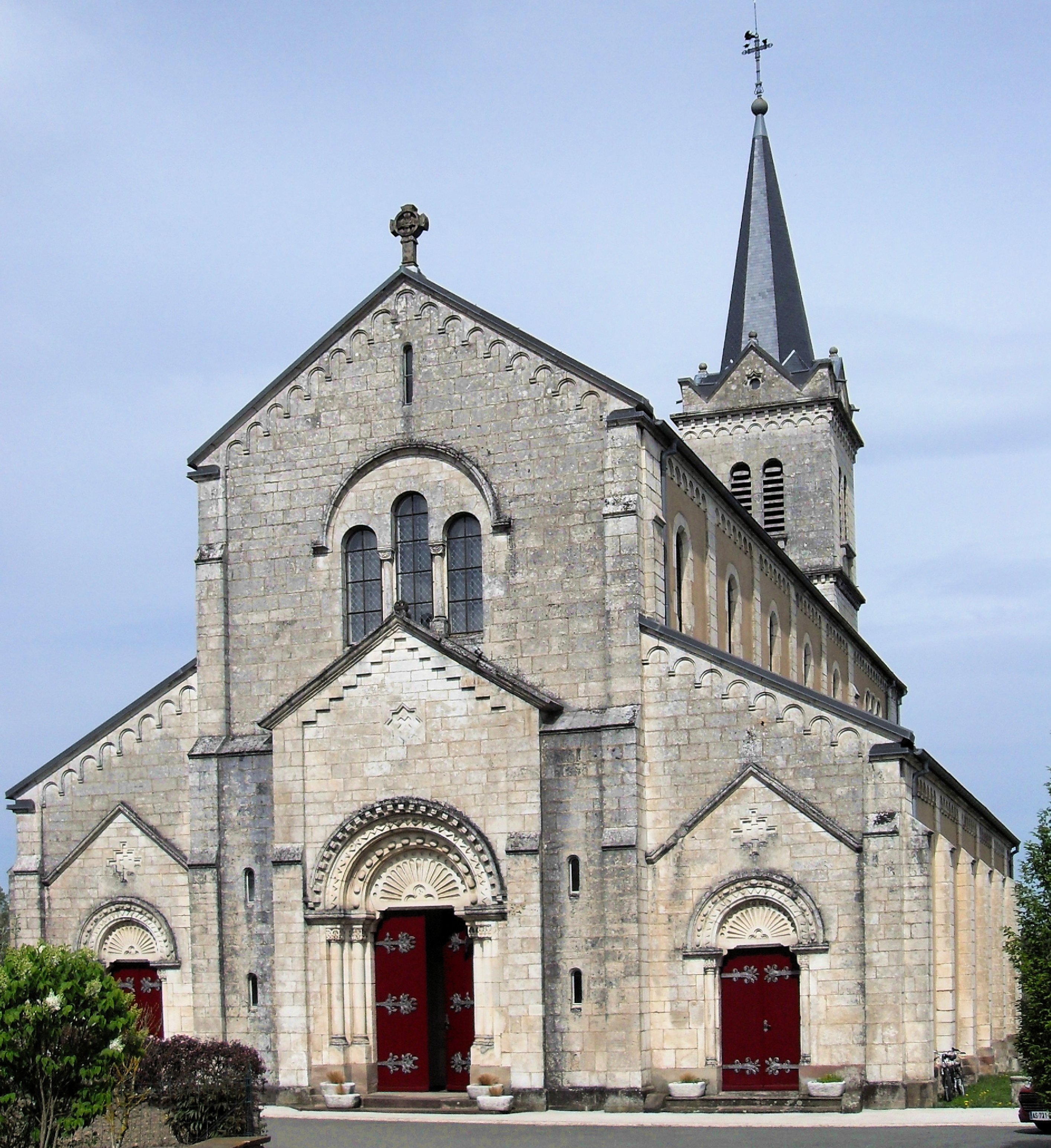
Westseite
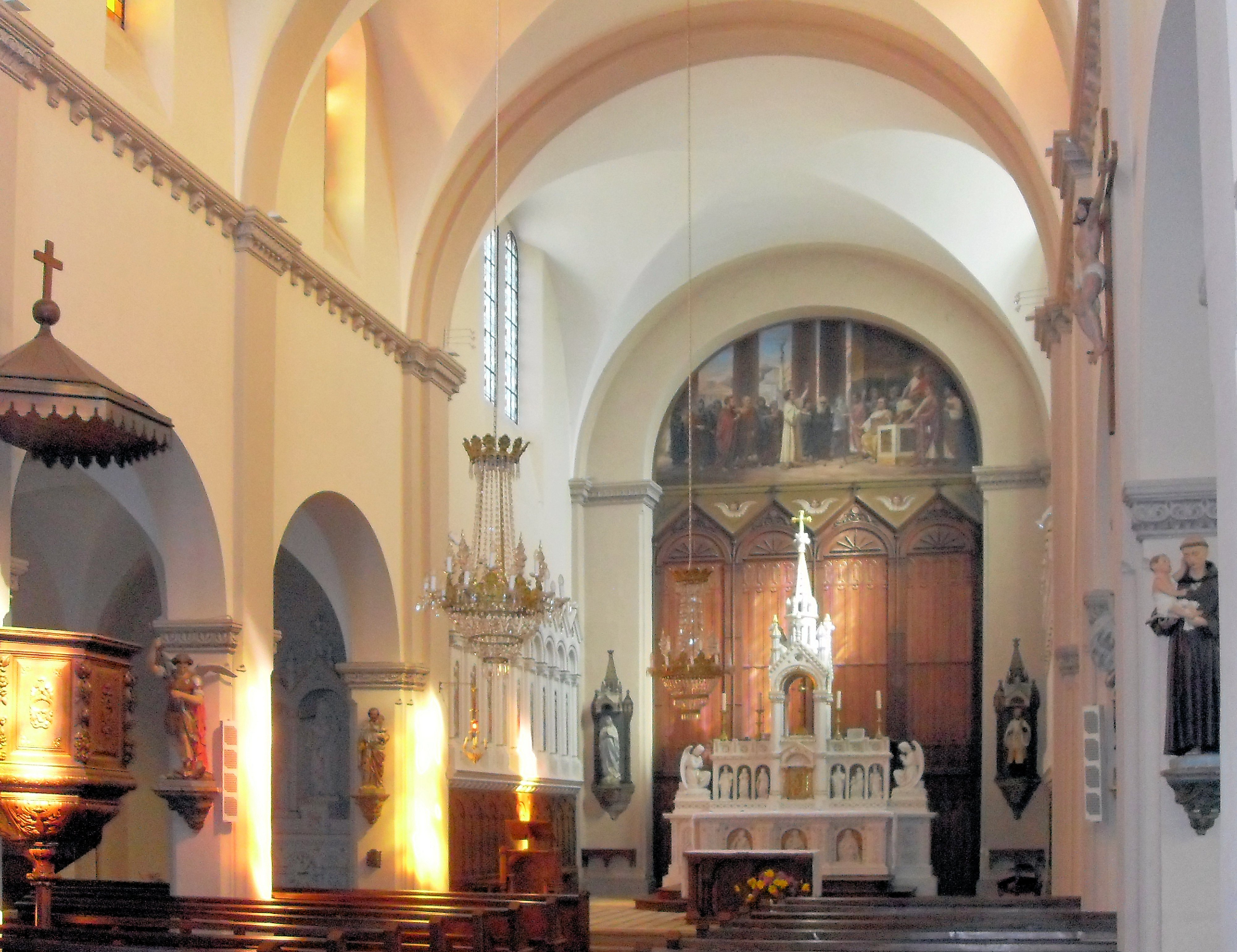
Innenansicht
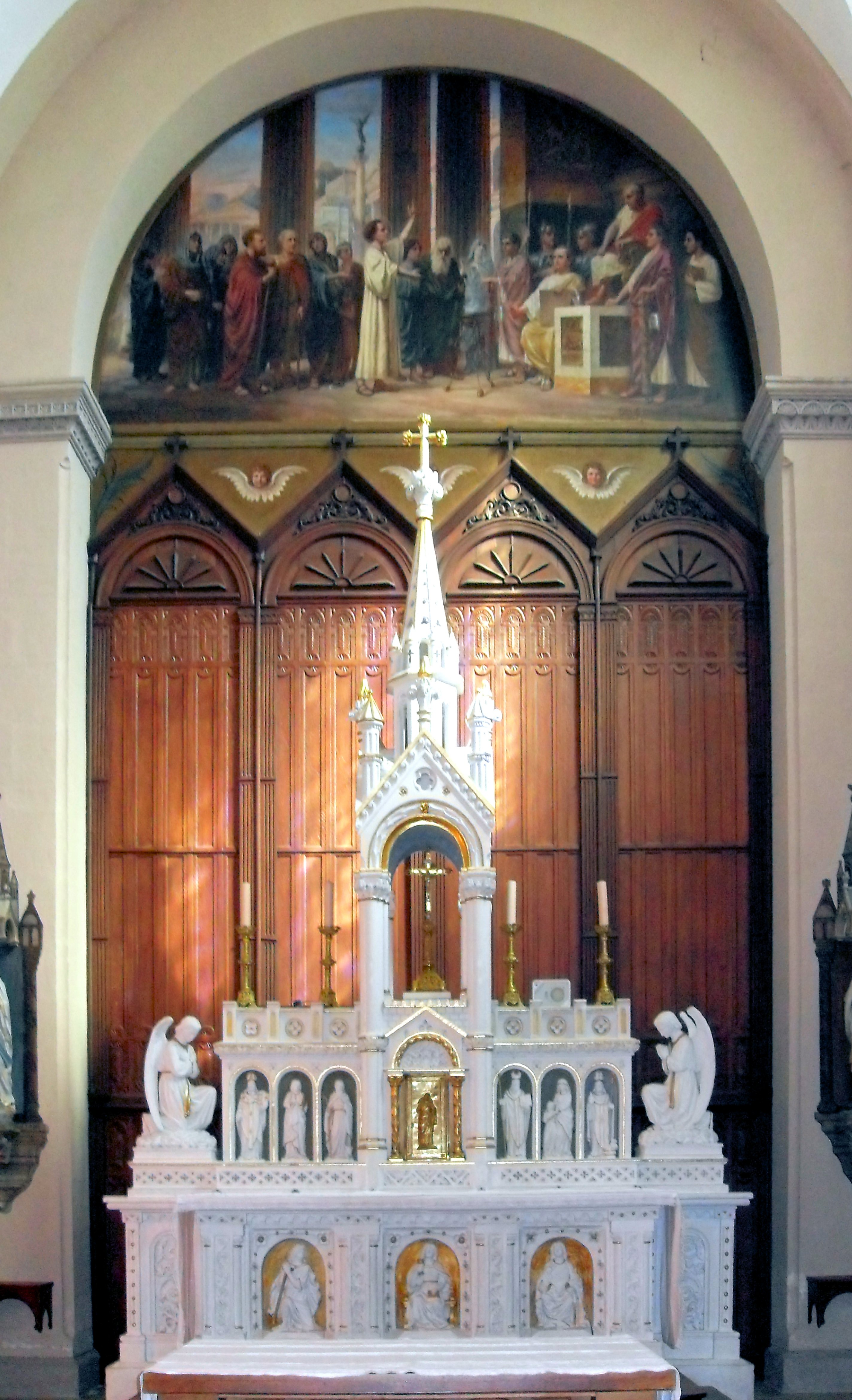
Altar
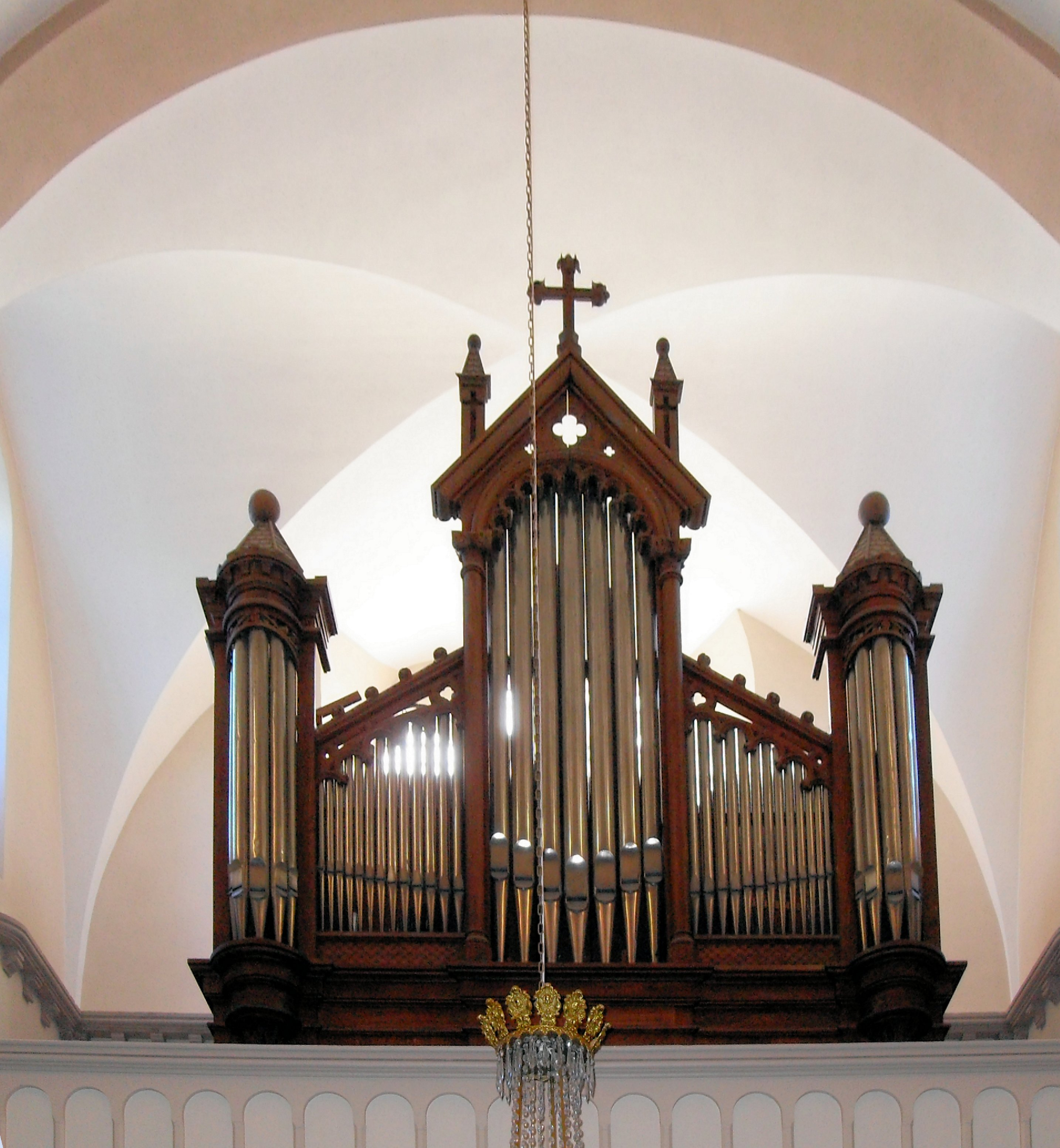
Orgel

## Bevölkerung
| Jahr | Einwohner |
| ---- | --------- |
| 1962 | 110       |
| 1968 | 123       |
| 1975 | 174       |
| 1982 | 226       |
| 1990 | 234       |
| 1999 | 280       |

Mit 373 Einwohnern (1. Januar 2022) gehört Bermont zu den kleinen Gemeinden des Département Territoire de Belfort. Nachdem die Einwohnerzahl in der ersten Hälfte des 20. Jahrhunderts meist im Bereich zwischen 90 und 130 Personen gelegen hatte, wurde seit Beginn der 1970er Jahre ein kräftiges Bevölkerungswachstum verzeichnet. Seither hat sich die Einwohnerzahl mehr als verdoppelt.

## Wirtschaft und Infrastruktur
Bermont war bis weit ins 20. Jahrhundert hinein ein vorwiegend durch die Landwirtschaft (Ackerbau, Obstbau und Viehzucht) geprägtes Dorf. Daneben gibt es heute verschiedene Betriebe des lokalen Kleingewerbes. Mittlerweile hat sich das Dorf zu einer Wohngemeinde gewandelt. Viele Erwerbstätige sind deshalb Wegpendler, die in den Agglomerationen Belfort und Montbéliard ihrer Arbeit nachgehen.
Die Ortschaft ist verkehrstechnisch gut erschlossen. Sie liegt nahe der Hauptstraße, die von Belfort nach Montbéliard führt. Der nächste Anschluss an die Autobahn A36, welche das Gemeindegebiet durchquert, befindet sich in einer Entfernung von ungefähr einem Kilometer. Mit Belfort ist Bermont durch eine Buslinie verbunden.